# Rubber Soul
Rubber Soul – szósty album studyjny angielskiego zespołu The Beatles, wydany 3 grudnia 1965 roku.

## Historia
Album nagrano w zaledwie 4 tygodnie, aby zdążyć z wydaniem przed Gwiazdką. Jego producentem był George Martin. Rubber Soul różnił się od poprzednich albumów tym, że sesje nagraniowe były zaplanowane na dany okres, a nie odbyte w pośpiechu, w trakcie czasu wolnego od koncertów lub kręcenia filmów. Rubber Soul odniósł sukces komercyjny, a po latach został okrzyknięty wielkim osiągnięciem artystycznym, zapoczątkowującym okres silnego rozwoju twórczości Beatlesów. 
Album w Wielkiej Brytanii utrzymywał się na listach przebojów przez 42 tygodnie, z czego 8 spędził na 1. miejscu. W Stanach Zjednoczonych płyta sprzedała się w liczbie 1,2 miliona egzemplarzy w ciągu 9 dni od wydania, a do dziś sprzedano aż 4 miliony kopii. Na tamtejszych listach przebojów album utrzymywał się przez 59 tygodni, a począwszy od 8 stycznia 1966 roku przez 6 tygodni był na 1. miejscu.

## Kompozycja
Przywołując opinię krytyka Richiego Unterbergera, „Beatlesi i George Martin wraz z albumem Rubber Soul zaczęli poszerzać wąskie ramy instrumentalne grupy rockowej, używając sitaru w „Norwegian Wood (This Bird Has Flown)”, francusko-podobnych partii gitarowych w „Girl” oraz „Michelle”, fuzzu basowego w „Think for Yourself” czy pianina brzmiącego jak klawikord w „In My Life””.
The Beatles rozwinęli swoje brzmienie, wzorując się w szczególności na ówczesnych folkrockowych wykonawcach m.in. Bobie Dylanie i The Byrds. Postęp zauważalny był także w instrumentarium, jak chociażby we wspomnianym wyżej „Norwegian Wood (This Bird Has Flown)”, w nagraniu którego po raz pierwszy użyto sitaru w piosence pop. Parę miesięcy wcześniej inna brytyjska grupa, The Kinks, wykorzystała przewlekłe brzęczenie gitary imitujące sitar (zwane z wł. burdonem, albo z ang. efektem drone) w piosence „See My Friends” (1965). Jednak to Beatlesom przypisuje się pierwsze użycie sitaru, a nie gitary brzmiącej jak sitar. Ten utwór The Beatles wywołał muzyczny trend na ów egzotyczny instrument. Trend ten przemienił się niedługo później w muzyczne gatunki, takie jak raga rock oraz lokalną, indyjską muzykę rockową zainspirowaną raga rockiem.

## Wyróżnienia
W 1998 roku czytelnicy brytyjskiego czasopisma „Q” umieścili Rubber Soul na 40. miejscu listy albumów wszech czasów, a w 2000 roku ten sam magazyn umieścił album na 21. miejscu najlepszych albumów w historii brytyjskiej muzyki. W 2001 roku telewizja VH1 w plebiscycie na albumy wszech czasów sklasyfikowała go na 6. miejscu. W 2003 roku amerykański magazyn muzyczny „Rolling Stone” umieścił Rubber Soul na 5. miejscu na liście 500 albumów wszech czasów.

## Wersja amerykańska
Podobnie jak wszystkie albumy Beatlesów, wydane przed 1967 rokiem, Rubber Soul miał swoją odmienną wersję przeznaczoną na rynek amerykański. Zmiany dotyczyły głównie listy utworów i w nieznacznym stopniu okładki (inne odcienie kolorów). Wersję tę uzupełniono dwiema piosenkami pochodzącymi z brytyjskiego wydania Help! („I’ve Just Seen a Face” i „It’s Only Love”), a usunięto z niej aż cztery piosenki wydane w tym samym czasie w Wielkiej Brytanii („Drive My Car”, „Nowhere Man”, „If I Needed Someone” i „What Goes On”), które potem wydano na płycie Yesterday and Today. To nadało amerykańskiej wersji jeszcze bardziej folk rockowe brzmienie, które krytycy przypisywali wcześniej amerykańskim artystom takim jak Bob Dylan czy The Byrds.

## Lista utworów

### Wydanie brytyjskie
| #  | Tytuł                                  | Kompozytor                       | Wokal                        | Długość |
| -- | -------------------------------------- | -------------------------------- | ---------------------------- | ------- |
| 1  | „Drive My Car”                         | Lennon/McCartney                 | McCartney                    | 2:30    |
| 2  | „Norwegian Wood (This Bird Has Flown)” | Lennon/McCartney                 | Lennon                       | 2:05    |
| 3  | „You Won't See Me”                     | Lennon/McCartney                 | McCartney                    | 3:22    |
| 4  | „Nowhere Man”                          | Lennon/McCartney                 | Lennon, McCartney i Harrison | 2:44    |
| 5  | „Think for Yourself”                   | Harrison                         | Harrison                     | 2:19    |
| 6  | „The Word”                             | Lennon/McCartney                 | Lennon, McCartney i Harrison | 2:43    |
| 7  | „Michelle”                             | Lennon/McCartney                 | McCartney                    | 2:42    |
| 8  | „What Goes On”                         | Lennon/McCartney/Starr (Starkey) | Starr                        | 2:50    |
| 9  | „Girl”                                 | Lennon/McCartney                 | Lennon                       | 2:33    |
| 10 | „I'm Looking Through You”              | Lennon/McCartney                 | McCartney                    | 2:27    |
| 11 | „In My Life”                           | Lennon/McCartney                 | Lennon                       | 2:27    |
| 12 | „Wait”                                 | Lennon/McCartney                 | Lennon i McCartney           | 2:16    |
| 13 | „If I Needed Someone”                  | Harrison                         | Harrison                     | 2:23    |
| 14 | „Run for Your Life”                    | Lennon/McCartney                 | Lennon                       | 2:18    |

### Wydanie amerykańskie
| #  | Tytuł                                  | Kompozytor       | Wokal                        | Długość |
| -- | -------------------------------------- | ---------------- | ---------------------------- | ------- |
| 1  | „I've Just Seen a Face”                | Lennon/McCartney | McCartney                    | 2:07    |
| 2  | „Norwegian Wood (This Bird Has Flown)” | Lennon/McCartney | Lennon                       | 2:05    |
| 3  | „You Won't See Me”                     | Lennon/McCartney | McCartney                    | 3:22    |
| 4  | „Think for Yourself”                   | Harrison         | Harrison                     | 2:19    |
| 5  | „The Word”                             | Lennon/McCartney | Lennon, McCartney i Harrison | 2:43    |
| 6  | „Michelle”                             | Lennon/McCartney | McCartney                    | 2:42    |
| 7  | „It's Only Love”                       | Lennon/McCartney | Lennon                       | 1:55    |
| 8  | „Girl”                                 | Lennon/McCartney | Lennon                       | 2:33    |
| 9  | „I'm Looking Through You”              | Lennon/McCartney | McCartney                    | 2:31    |
| 10 | „In My Life”                           | Lennon/McCartney | Lennon                       | 2:27    |
| 11 | „Wait”                                 | Lennon/McCartney | Lennon i McCartney           | 2:16    |
| 12 | „Run for Your Life”                    | Lennon/McCartney | Lennon                       | 2:18    |